# Rue du Général-Renault
La rue du Général-Renault est une voie du 11e arrondissement de Paris, en France.

## Situation et accès
La rue du Général-Renault est une voie publique située dans le 11e arrondissement de Paris. Elle débute au 36, avenue Parmentier et se termine au 5 bis, rue du Général-Blaise.
Elle est située dans le quartier où ont été groupés des noms d'officiers tués pendant la défense de Paris.

## Origine du nom
Elle porte le nom du général de division, Pierre Hippolyte Publius Renault (1807-1870), mort des suites d'une blessure reçue à la bataille de Champigny le 6 décembre 1870, durant le siège de Paris.

## Historique
La rue est ouverte en 1869 par la ville de Paris, à l'emplacement des anciens abattoirs de Ménilmontant qui avaient été détruits en 1867. Classée dans la voirie parisienne par décret du 26 novembre 1883, elle prendra le nom de « rue Renault », avant d'être renommée « rue du Général-Renault » par arrêtés des 10 février 1875 et 29 septembre 1967.